# The Mandrake Project
The Mandrake Project — сьомий студійний альбом вокаліста Iron Maiden Брюса Дікінсона, випущений 1 березня 2024 року. Написання пісень для альбому було розділено між Роєм Зі та Дікінсоном. Це перший сольний альбом Дікінсона майже за два десятиліття з моменту випуску Tyranny of Souls 2005 року, що позначає найдовший проміжок між двома студійними альбомами в його сольній кар'єрі. За словами Брюса чимало пісень з альбому було написано приблизно 20 років тому. Основна тема альбому — паралельні всесвіти та сплетіння науки та магії.

## Сингли
Першим синглом, який промотував The Mandrake Project, став «Afterglow of Ragnarok». Дікінсон представив музику з альбому, аби розповісти про концепцію альбому.
«Rain on the Graves» — другий сингл з альбому, вийшов 25 січня лейблом BMG Records. Обидва сингли супроводжувались музичними відео. Пісня включає гітарний риф, клавішні частини та розповідне вокальне виконання. На написання пісні Брюса надихнули відвідини могили поета-романтика Вільяма Вордсворта в Озерному краї.
Також було заявлено плани поступово випустити окремі розповідні відео для кожної пісні альбому.

## Список пісень
| Трек-лист альбому The Mandrake Project | Трек-лист альбому The Mandrake Project | Трек-лист альбому The Mandrake Project | Трек-лист альбому The Mandrake Project |
| #                                      | Назва                                  | Автор                                  | Тривалість                             |
| -------------------------------------- | -------------------------------------- | -------------------------------------- | -------------------------------------- |
| 1.                                     | «Afterglow of Ragnarok»                | Брюс Дікінсон, Roy Z                   | 5:45                                   |
| 2.                                     | «Many Doors to Hell»                   | Dickinson, Z                           | 4:48                                   |
| 3.                                     | «Rain on the Graves»                   | Dickinson                              | 5:05                                   |
| 4.                                     | «Resurrection Men»                     | Dickinson, Z                           | 6:24                                   |
| 5.                                     | «Fingers in the Wounds»                | Dickinson, Z                           | 3:39                                   |
| 6.                                     | «Eternity Has Failed»                  | Dickinson                              | 6:59                                   |
| 7.                                     | «Mistress of Mercy»                    | Dickinson                              | 5:08                                   |
| 8.                                     | «Face in the Mirror»                   | Dickinson                              | 4:08                                   |
| 9.                                     | «Shadow of the Gods»                   | Dickinson, Z                           | 7:02                                   |
| 10.                                    | «Sonata (Immortal Beloved)»            | Dickinson, Z                           | 9:51                                   |
| 58:44                                  |                                        |                                        |                                        |

## Учасники
Музиканти
- Брюс Дікінсон — головний вокал (усі треки), акустична гітара (треки 4, 8), ударні бонґо (4), додаткові клавішні (6, 7), перкусія (6)
- Рой Зі — бас, гітара
- Дейв Морено — ударні
- Mistheria — клавішні
- Кріс Деклерк — соло-гітара (трек 3)
- Гас Джі — соло-гітара (трек 6)
- Серхіо Куадрос — дерев'яні духові (доріжка 6)

Техніки
- Roy Z — продакшн, зведення, інженерія
- Брендан Даффі — мастеринг, зведення, інженерія
- Роджер Рамірез — зведення (доріжка 1), інженерія (1)
- Addasi Addasi — інженерія
- Алонсо Еррера — інженерія
- Крістіан Каммінгс — інженерія
- Дейв Морено — інженерія
- Ідріс Наді — інженерія
- Майкл Харріс — інженерія
- Френк Гібсон — інженерія (доріжка 1)
- Денис Карібо — інженерія (доріжка 7)
- Брюс Бухалтер — допомога у зведенні (доріжка 1)

## Комікс
Альбом є концептуальним і розповідає суцільну історію для кращого занурення в яку рекомендовано мати однойменний комікс.
The Mandrake Project — це не просто альбом, а темна, доросла історія влади, насильства та боротьби за ідентичність, яка розгортається на тлі наукових і окультних геніїв. Серія коміксів, створена Брюсом Дікінсоном, написана Тоні Лі та чудово проілюстрована Стезом Джонсоном для Z2 Comics, виходить у вигляді 12 квартальних випусків, які буде зібрано в три щорічні графічні романи.

## Чарти
| Чарт (2024)                                        | Найвища позиція |
| -------------------------------------------------- | --------------- |
| Australian Albums (ARIA)                           | 59              |
| Австрія Austrian Albums (Ö3 Austria)               | 1               |
| Бельгія Belgian Albums (Ultratop Flanders)         | 4               |
| Бельгія Belgian Albums (Ultratop Wallonia)         | 8               |
| Хорватія Croatian Foreign Albums (IFPI)            | 28              |
| Чехія Czech Albums (ČNS IFPI)                      | 87              |
| Нідерланди Dutch Albums (MegaCharts)               | 6               |
| Фінляндія Finnish Albums (Suomen virallinen lista) | 2               |
| Франція French Albums (SNEP)                       | 10              |
| Німеччина German Albums (Offizielle Top 100)       | 1               |
| Угорщина Hungarian Albums (MAHASZ)                 | 19              |
| Ірландія Irish Albums (IRMA)                       | 78              |
| Italian Albums (FIMI)                              | 14              |
| Португалія Portuguese Albums (AFP)                 | 5               |
| Шотландія Scottish Albums (OCC)                    | 2               |
| Іспанія Spanish Albums (PROMUSICAE)                | 7               |
| Swedish Albums (Sverigetopplistan)                 | 1               |
| Швейцарія Swiss Albums (Schweizer Hitparade)       | 2               |
| Велика Британія UK Albums (OCC)                    | 3               |
| Велика Британія UK Independent Albums (OCC)        | 1               |
| Велика Британія UK Rock & Metal Albums (OCC)       | 1               |
| США Billboard 200                                  | 176             |
| США Independent Albums (Billboard)                 | 30              |
| США Top Hard Rock Albums (Billboard)               | 9               |